# Faymoreau
Faymoreau ist eine französische Gemeinde im Département Vendée in der Region Pays de la Loire. Sie gehört zum Arrondissement Fontenay-le-Comte und zum Kanton Fontenay-le-Comte (bis 2015: Kanton Saint-Hilaire-des-Loges). Sie hat 205 Einwohner (Stand: 1. Januar 2022).

## Geografie
Faymoreau liegt Fluss Vendée im Süden.
Umgeben wird Faymoreau von den Nachbargemeinden Marillet im Norden, Le Busseau im Osten und Nordosten, Saint-Laurs im Osten und Südosten, Saint-Maixent-de-Beugné im Süden, Saint-Hilaire-des-Loges im Südwesten, Foussais-Payré im Westen und Südwesten sowie Puy-de-Serre im Nordwesten.

## Geschichte
Von 1775, ab 1828 durch eine Zeche bis 1958 wurde Kohlebergbau in der Gemeinde betrieben.
Von 1827 bis 1883 war die heutige Gemeinde Teil der Kommune Faymoreau-Puy-de-Serre.

### Bevölkerungsentwicklung
| Jahr                      | 1962 | 1968 | 1975 | 1982 | 1990 | 1999 | 2006 | 2012 |
| Einwohner                 | 535  | 451  | 413  | 343  | 280  | 267  | 245  | 217  |
| Quelle: Cassini und INSEE |      |      |      |      |      |      |      |      |

## Sehenswürdigkeiten
Siehe auch: Liste der Monuments historiques in Faymoreau
- Kirche im Ortszentrum
- Kapelle der Bergleute aus dem 19. Jahrhundert
- Bergbaudorf mit Museum
- Schloss Faymoreau